# Filipijnse aardschildpad
De Filipijnse aardschildpad (Siebenrockiella leytensis) is een zeer zeldzame schildpadsoort die endemisch is op de Filipijnen. De schildpad werd lange tijd tot het geslacht Heosemys gerekend. De soort werd voor het eerst wetenschappelijk beschreven door Edward Harrison Taylor in 1920. Oorspronkelijk werd de wetenschappelijke naam Heosemys leytensis gebruikt.

## Uiterlijke kenmerken
De Filipijnse aardschildpad bereikt een schildlengte tot 21 centimeter. Het schild is bruin van kleur en enigszins afgeplat, bij oudere dieren donkerder tot zwart. Het schild is niet zo sterk afgeplat als bij de verwante Arakan-aardschildpad (Heosemys depressa), die een soort kuil in het schild heeft. Het schild heeft ook geen kiel zoals sommige andere soorten uit het geslacht Heosemys.

## Beschermingsstatus
De Filipijnse aardschildpad is een van de 25 meest bedreigde schildpadden ter wereld. Lange tijd waren er zelfs maar vier exemplaren bekend. Drie daarvan zijn voor 1920 aangetroffen op een transport, dat naar men zegt afkomstig was van Leyte, waaraan de wetenschappelijke soortnaam leytensis te danken is. Rond 1988 is nog een vierde exemplaar aangetroffen in het bezit van een dorpsbewoner in de gemeente Taytay op Palawan. Deze verklaarde het dier in een lokale beek te hebben aangetroffen. In 2004 werd de soort herontdekt op Palawan.
Door zijn zeldzaamheid is er vrijwel niets bekend over de levenswijze en het gedrag van deze zoetwaterschildpad, maar wel is duidelijk dat de soort ernstig in haar voortbestaan wordt bedreigd, waardoor het door de IUCN ook op de rode lijst is gezet.